# 노예 왕조
노예 왕조(페르시아어: سلطنت مملوک, 우르두어: خاندان غلاماں, 펀자브어: ਗ਼ੁਲਾਮ ਖ਼ਾਨਦਾਨ, 힌디어: ग़ुलाम ख़ानदान) 또는 맘루크 왕조는 1206년에서 1290년 동안 존재한 이슬람 왕조로, 인도 역사상 최초의 이슬람 국가인 델리 술탄국의 첫번째 왕조이다. 굴람 왕조는 아프가니스탄 지역을 근거지로 둔 구르 왕조의 무하마드가 암살되자 그의 무장이었던 아이바크가 인도 북부 펀자브 지역과 갠지스 평원을 중심으로 독립하여 세운 왕조이다. 아이바크의 뒤를 이어 그의 노예이자 사위인 일투트미시가 그 뒤를 이어 왕조를 다스렸는데 이 시기에 전성기를 누렸다. 1266년부터 1287년까지 술탄이었던 기야스 웃 딘 발반은 독재군주제를 강화하고 국방을 굳건히 하여 세력을 떨쳤다. 그 후 노예 왕조는 여러 대에 걸쳐 당쟁과 내란에 시달리다가 할지 왕조에 의하여 멸망하였다.